# Обідус (Пара)
Обідус (порт. Óbidos) — місто в однойменному регіоні бразильського штату Пара (Байшу-Амазонас). 

## Географія
Простягається вузькою смугою від кордону з Суринамом (округ Сипалівіні) до місця злиття річок Тромбетас і Амазонки.

### Клімат
Місто знаходиться у зоні, котра характеризується мусонним кліматом. Найтепліший місяць — жовтень із середньою температурою 27.8 °C (82 °F). Найхолодніший місяць — лютий, із середньою температурою 25.7 °С (78.3 °F).
| Клімат Обідуса          | Клімат Обідуса | Клімат Обідуса | Клімат Обідуса | Клімат Обідуса | Клімат Обідуса | Клімат Обідуса | Клімат Обідуса | Клімат Обідуса | Клімат Обідуса | Клімат Обідуса | Клімат Обідуса | Клімат Обідуса | Клімат Обідуса |
| Показник                | Січ.           | Лют.           | Бер.           | Квіт.          | Трав.          | Черв.          | Лип.           | Серп.          | Вер.           | Жовт.          | Лист.          | Груд.          | Рік            |
| Абсолютний максимум, °C | 36,2           | 35             | 34,9           | 34,5           | 34             | 33,8           | 34             | 36,5           | 38             | 39,8           | 38,3           | 38,5           | 39,8           |
| Середній максимум, °C   | 31             | 30,3           | 30,4           | 30,4           | 30,5           | 30,7           | 31,2           | 32,2           | 33             | 33,3           | 33,1           | 32,1           | 31,5           |
| Середня температура, °C | 26,1           | 25,7           | 25,8           | 26             | 26,2           | 26,2           | 26,3           | 27             | 27,4           | 27,8           | 27,8           | 27             | 26,6           |
| Середній мінімум, °C    | 21,9           | 22             | 22,3           | 22,3           | 22,4           | 22             | 21,8           | 22,1           | 22,2           | 22,7           | 22,6           | 22,3           | 22,2           |
| Абсолютний мінімум, °C  | 10,5           | 15             | 14             | 14,9           | 15,2           | 14             | 14             | 13,5           | 14             | 13,8           | 14             | 13             | 10,5           |
| Вологість повітря, %    | 86             | 88             | 89             | 88             | 88             | 86             | 84             | 81             | 78             | 78             | 78             | 82             | 83.8           |
| ----------------------- | -------------- | -------------- | -------------- | -------------- | -------------- | -------------- | -------------- | -------------- | -------------- | -------------- | -------------- | -------------- | -------------- |
| Джерело: Weatherbase    |                |                |                |                |                |                |                |                |                |                |                |                |                |